# Universiteit Bremen
Universiteit van Bremen (Duits: Universität Bremen) is een universiteit in de Duitse stad Bremen. De instelling werd in 1971 opgericht.
De openbare universiteit telt ruim 18.000 studenten en twaalf faculteiten.

## Geschiedenis
In 1584 had de stad Bremen een goede Latijnse school, die in 1610 tot een gymnasium illustre werd omgevormd. Men kon hier op academisch niveau vier vakken studeren, te weten medicijnen, rechten, (protestants-christelijke) theologie en filosofie. Deze instelling werd in 1810 op bevel van de Franse bezetter, Napoleon Bonaparte,  opgeheven. 

## Faculteiten
De universiteit bestaat uit de volgende faculteiten:
- Faculteit Natuurkunde en Elektrische Techniek
- Faculteit Biologie en Scheikunde
- Faculteit Wiskunde en Informatica
- Faculteit Technische Bedrijfskunde, Werktuigbouwkunde en Procesindustrie
- Faculteit Aardwetenschappen
- Faculteit Rechten
- Faculteit Economie
- Faculteit Sociale wetenschappen
- Faculteit Culturele wetenschappen
- Faculteit Taal en Letterkunde
- Faculteit Geneeskunde
- Faculteit Pedagogische en onderwijswetenschap

Aken · Augsburg · Bamberg: Otto-Friedrich · Bayreuth · Berlijn (Vrije Universiteit · Humboldt · Technische Universiteit · Kunsten) · Bielefeld · Bochum · Bonn · Braunschweig · Bremen (Universiteit Bremen · Jacobs University) · Chemnitz · Clausthal · Cottbus-Brandenburg · Darmstadt · Dortmund · Dresden · Duisburg-Essen · Düsseldorf: Heinrich Heine · Eichstätt-Ingolstadt · Erfurt · Erlangen-Neurenberg: Friedrich-Alexander · Frankfurt am Main · Frankfurt an der Oder: Europa · Freiberg · Freiburg · Gießen · Göttingen: Georg August · Greifswald: Ernst Moritz Arndt · Hagen · Halle-Wittenberg: Martin Luther · Heidelberg: Ruprecht Karls · Hamburg (Hamburg · HafenCity · Hamburg-Harburg · Helmut Schmidt) · Hannover (Hannover · Medische Hogeschool) · Hildesheim · Hohenheim · Ilmenau · Jena: Friedrich Schiller · Kaiserslautern · Karlsruhe · Kassel · Keulen · Duitse Sporthogeschool Keulen · Kiel: Christian Albrechts · Koblenz-Landau · Konstanz · Leipzig · Lübeck · Lüneburg: Leuphana · Magdeburg: Otto von Guericke · Mainz: Johannes Gutenberg · Mannheim · Marburg: Philipps · München (Ludwig Maximilians · Technische Universiteit · Oekraïense Vrije Universiteit · Universiteit van het Bondsleger) · Münster · Oldenburg: Carl von Ossietzky · Osnabrück · Paderborn · Passau · Potsdam · Regensburg · Reutlingen · Rostock · Saarbrücken · Siegen · Stuttgart · Trier · Tübingen: Eberhard-Karls · Ulm · Vechta · Weimar: Bauhaus · Witten: Herdecke · Wuppertal · Würzburg: Julius Maximilians